# Festival di Sanremo 1951

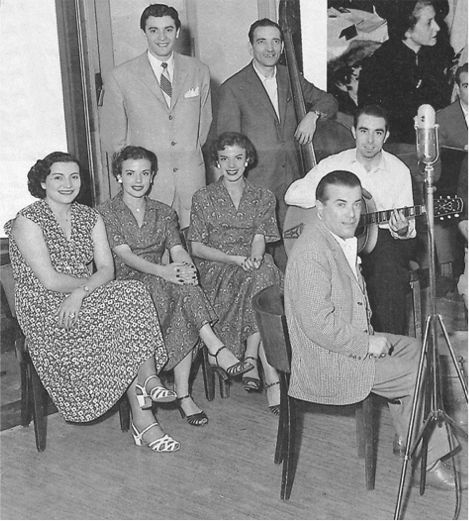
Nilla Pizzi, il Duo Fasano, un musicista dell’orchestra e in piedi Achille Togliani

Il primo Festival di Sanremo si è svolto al Salone delle feste del Casinò di Sanremo dal 29 al 31 gennaio 1951 alle ore 22 con la conduzione di Nunzio Filogamo.
La direzione artistica è stata curata da Giulio Razzi e l'orchestra è stata diretta dal maestro Cinico Angelini.
Furono in gara 20 canzoni, mentre a concorrere furono solamente tre interpreti: Nilla Pizzi, Achille Togliani e il Duo Fasano.
Vinse Grazie dei fiori, interpretata da Nilla Pizzi: la canzone era stata composta dal maestro Saverio Seracini poco tempo dopo essere divenuto improvvisamente cieco.

## Partecipanti
| Interprete       | Ultime partecipazioni al Festival |
| ---------------- | --------------------------------- |
| Achille Togliani | Esordiente                        |
| Duo Fasano       | Esordienti                        |
| Nilla Pizzi      | Esordiente                        |

## Classifica, canzoni e cantanti
| Posizione | Interprete                     | Canzone                     | Autori                             | Autori                              | Voti ricevuti |
| Posizione | Interprete                     | Canzone                     | Testo                              | Musica                              | Voti ricevuti |
| --------- | ------------------------------ | --------------------------- | ---------------------------------- | ----------------------------------- | ------------- |
| 1º        | Nilla Pizzi                    | Grazie dei fiori            | Gian Carlo Testoni e Mario Panzeri | Saverio Seracini                    | 50            |
| 2º        | Nilla Pizzi e Achille Togliani | La luna si veste d'argento  | Biri                               | Vittorio Mascheroni                 | 30            |
| 3º        | Achille Togliani               | Serenata a nessuno          | Walter Colì                        | Walter Colì                         | 20            |
| F         | Achille Togliani e Duo Fasano  | Al mercato di Pizzighettone | Aldo Locatelli                     | Nino Ravasini                       |               |
| F         | Nilla Pizzi e Achille Togliani | Eco tra gli abeti           | Enzo Bonagura                      | Carlo Alberto Rossi                 |               |
| F         | Achille Togliani e Duo Fasano  | Famme durmì                 | Danpa                              | Virgilio Panzuti                    |               |
| F         | Duo Fasano                     | La cicogna distratta        | Aldo Valleroni e Da Rovere         | Lino Carrel                         |               |
| F         | Nilla Pizzi e Duo Fasano       | La margherita               | Ester B. Valdes                    | Ester B. Valdes                     |               |
| F         | Achille Togliani               | Sedici anni                 | Astro Mari                         | Livio Gambetti e Mario Mariotti     |               |
| F         | Duo Fasano                     | Sotto il mandorlo           | Gian Carlo Testoni e Mario Panzeri | Carlo Donida                        |               |
| NF        | Nilla Pizzi                    | È l'alba                    | Gian Carlo Testoni                 | Armando Trovajoli                   |               |
| NF        | Nilla Pizzi                    | Ho pianto una volta sola    | Pinchi                             | Dino Olivieri                       |               |
| NF        | Achille Togliani               | Mai più                     | Filippo Rolando                    | Renato Fuselli                      |               |
| NF        | Achille Togliani               | Mani che si cercano         | Giovanna Colombi                   | Gino Redi                           |               |
| NF        | Nilla Pizzi                    | Mia cara Napoli             | Salvatore Mazzocco                 | Mario Ruccione e Salvatore Mazzocco |               |
| NF        | Nilla Pizzi                    | Notte di Sanremo            | Enzo Luigi Poletto                 | Enzo Luigi Poletto                  |               |
| NF        | Duo Fasano                     | Oro di Napoli               | Umberto Bertini                    | Angelo Brigada                      |               |
| NF        | Achille Togliani e Duo Fasano  | Sei fatta per me            | Guido Quattrini                    | Giovanni Fassino                    |               |
| NF        | Duo Fasano                     | Sorrentinella               | Arrigo Giacomo Camosso             | Saverio Seracini                    |               |
| NF        | Nilla Pizzi                    | Tutto è finito              | Otello Odorici                     | Danilo Errico e Sergio Odorici      |               |

## Storia
L'idea di una gara di canzoni da svolgersi al Casinò di Sanremo venne all'allora gestore di quest'ultimo Pier Busseti, dietro suggerimento di Amilcare Rambaldi, fioraio e consulente del Comune di Sanremo, che aveva proposto anche di organizzare la rassegna su una nave.
L'organizzazione della manifestazione e il suo svolgimento non avevano niente a che fare con il grande evento che sarebbe diventato negli anni successivi: i cantanti si esibivano sul palco mentre il pubblico era sistemato su tavolini tra i quali giravano i camerieri occupati a portare le consumazioni, in stile café-chantant.
Le votazioni si svolgevano in sala: le hostess passavano di tavolino in tavolino con delle urne, nelle quali ognuno poteva infilare la sua scheda di preferenza.
Tutte le canzoni vennero pubblicate su dischi a 78 giri da un'unica casa discografica, la Cetra, che aveva sotto contratto i tre partecipanti alla gara.
La prima polemica del Festival si ebbe a causa dell'esclusione della canzone Ho pianto una volta sola di Olivieri-Pinchi.
L'edizione non ebbe particolare risonanza mediatica, tanto che i quotidiani dell'epoca dedicarono poche righe all'evento nelle pagine di cronaca, commentando in alcuni casi in maniera sprezzante il modesto valore dei premi in palio. In occasione della seconda serata fu necessario trovare delle persone interessate a occupare alcuni dei tavolini rimasti vuoti nonostante il prezzo non eccessivo del biglietto d'ingresso, 500 lire.
L'evento fu comunque trasmesso in radio, sulla Rete rossa (attuale Rai Radio 2), dalle 22 alle 22.45 durante le prime due serate, e dalle 22 alle 24 in occasione della serata finale.

## Regolamento
Vengono presentate 10 canzoni per sera, per i primi due giorni. Al termine di ogni serata il pubblico vota e decide quali sono le cinque canzoni che hanno accesso alla finale e quali vengono eliminate. 
Durante la terza sera ha luogo la finale, in cui il pubblico vota per decidere la canzone vincitrice. Vengono rese note le prime tre posizioni della classifica finale.

## Premi
- Vincitore 1º Festival di Sanremo: Nilla Pizzi con Grazie dei fiori
- Podio – secondo classificato 1º Festival di Sanremo: Nilla Pizzi e Achille Togliani con La luna si veste d'argento
- Podio – terzo classificato 1º Festival di Sanremo: Achille Togliani con Serenata a nessuno

## Orchestra
Orchestra Della canzone diretta dal maestro Cinico Angelini, e composta da:
- Mario Maschio: batteria
- Luigi Casasco: contrabbasso
- William Galassini: pianoforte
- Michele Ortuso: chitarra
- Giovanni D'Ovidio: tromba
- Mario Pezzotta: trombone
- Emilio Daniele: violino, sax tenore
- Quirino Spinetti: vibrafono
- Mario Bosi: fisarmonica

## Trasmissione dell'evento
| Area   | Rete       |
| ------ | ---------- |
| Italia | Rete Rossa |

## Organizzazione
- Rai
- Casinò di Sanremo